# Dennis Bermudez
Dennis Ross Bermudez, född 13 december 1986 i Saugerties, är en för detta amerikansk MMA-utövare som sedan 2011-2019 tävlade i organisationen Ultimate Fighting Championship.